# Hvidhalset fluesnapper
Hvidhalset fluesnapper (latin: Ficedula albicollis) er en fluesnapper, der har sin hovedudbredelse i det sydøstlige Europa, det vestlige Rusland indtil floden Volga samt dele af Mellemøsten. Desuden yngler en mindre bestand i Sverige på øerne Gotland og Øland. Den foretrækker løvskove eller frodige haver og parker.
Fuglen overvintrer på savannen i det sydøstlige Afrika. I Danmark er den hvert forår en sjælden trækgæst i den østlige del af landet.
Den hvidhalsede fluesnapper ligner meget den brogede fluesnapper, og bastarderer indimellem også med denne.